# Lens kotschyana
Lens kotschyana là một loài thực vật có hoa trong họ Đậu. Loài này được (Boiss.) Nab. miêu tả khoa học đầu tiên năm 1923.